# Hank Aaron
Hank Aaron (født 5. februar 1934, død 22. januar 2021) var en amerikansk baseballspiller, der spillede 23 sæsoner i Major League Baseball (MLB). Han er mest kendt for at have slået Babe Ruths rekord for flest home runs i karrieren. Aaron var indehaver af rekorden på 755 home runs i 33 år, men den blev i 2007 slået af Barry Bonds. Efter at have begyndt sin professionelle karriere i Negro League, spillede Aaron 21 sæsoner for Milwaukee og Atlanta Braves. De sidste to år af sin karriere var han en del af Milwaukee Brewers.
Aaron er indehaver af MLB-rekorden for flest runs batted in (RBI), extra base hits og total bases i karrieren, ligesom han ligger i top 4 inden for hits (nr. 3), runs (delt fjerdeplads), at bats (nr. 2) og spillede kampe (nr. 3).
Han er den eneste spiller, der har slået mindst 30 home runs i 15 forskellige sæsoner. Endvidere blev han valgt til All-Star-holdet hvert år fra 1955 til 1977, og han vandt tre Gold Glove-priser for sine defensive egenskaber. I 1957 vandt han National Leagues MVP-pris som ligaens mest værdifulde spiller, det samme år som hans Milwaukee Braves vandt World Series (Aarons eneste World Series-trofæ i sin karriere).
The Sporting News placerede i 1999 Hank Aaron som den femtebedste baseballspiller i historien, og baseballanalytikeren Bill James rangerede Aaron som den andenbedste rightfielder nogensinde i sin bog The New Historical Baseball Abstract. Han blev valgt ind i Baseball Hall of Fame i 1982, hans første år som kandidat.
Eftersom Aaron var afroamerikaner, blev han udsat for en del chikane i forbindelse med overtagelsen af home run-rekorden fra Babe Ruth (der var hvid). Han endte 1973-sæsonen med 713 home runs, én mindre end rekorden. I vinterpausen modtog han adskillige racistiske dødstrusler. Ruths enke, Claire Hodgson, modsatte sig kraftigt disse fornedrende angreb og udtalte, at hvis hendes mand havde været i live, ville han entusiastisk have heppet på Aaron. Hank klarede presset og slog endelig rekorden den 8. april 1974 på hjemmebane foran 53.775 tilskuere.
For at ære Aarons bedrifter skabte Major League Baseball den såkaldte Hank Aaron-pris, der årligt uddeles til den mest effektive hitter i hver liga.